# Volcán de Agua
Volcán de Agua (Majem poznan tudi kot Hunahpú) je ugasli stratovulkan v departmajih Sacatepéquez in Escuintla v Gvatemali. S 3760 m se vulkan Agua dviga več kot 3500 m nad pacifiško obalno nižino na jugu in 2000 m nad gvatemalskim višavjem na severu. Dominira v lokalni pokrajini, razen če je skrit z oblačnostjo. Vulkan je 5 do 10 km od mesta Antigua Gvatemala in več drugih velikih mest, ki so na njegovem severnem robu. Ta mesta imajo skupaj skoraj 100.000 prebivalcev. Je približno 20 km od Escuintle (prebivalstvo ok. 150.000) na jug. Kavo gojijo na nižjih pobočjih vulkana.

## Kratek opis in zgodovina
Lokalno ljudstvo Kaqchikel je vulkan Hunapú vedno imenovalo 'mesto rož' ali Jun Ajpu 'en lovec' (koledarski datum za sveto mesto; tipična metoda za poimenovanje svetih mest v majevski kozmoviziji) v trenutnem pravopisu Kaqchikel. Španski konkvistadorji so ga tudi imenovali Hunapú, dokler lahar iz vulkana 10. septembra 1541 ni uničil prvotne prestolnice Gvatemale (zdaj znane kot Ciudad Vieja) in mesto je bilo po tej katastrofi premaknjeno v Antigvo Gvatemalo. Med žrtvami je bila tudi guvernerka Beatriz de la Cueva. Ker je lahar povzročil uničujočo poplavo vode, je to spodbudilo sodobno ime Volcán de Agua, kar pomeni 'Vulkan vode', v nasprotju z bližnjim Volcán de Fuego ali 'Vulkan ognja'. Kaqchikelci Volcan de Fuego imenujejo Chi Gag, kar v prevodu pomeni 'kjer je ogenj' ali Chi Q'aq v sedanjem pravopisu Kaqchikel.
Vulkan je bil aktiven v poznem pleistocenu pred 80.000 do 10.000 leti, vendar od takrat ni izbruhnil. Kljub pomanjkanju eruptivne dejavnosti lahko vulkan še vedno proizvaja drobirske tokove in laharje, ki preplavijo bližnja naseljena območja. To dokazuje dejstvo, da je 11. septembra 1541 novoustanovljeno vas Santiago de los Caballeros uničil »močan zemeljski plaz, ki se je spustil po Volcán de Agua; blatni plaz je s seboj prinesel težke skale, ki so uničile del stavb in poškodovale ostale«. Mesto je bilo uničeno in preživeli niso imeli navodil, saj je guvernerka Beatriz de la Cueva umrla med katastrofo, ki se je zgodila kmalu po smrti njenega moža Adelantada Pedra de Alvarada in jo je Ayuntamiento (mestna hiša) imenoval za guvernerko. Beatriz de la Cueva je bila izven sebe od žalosti in 9. septembra 1541, ko je podpisala Cabildove dokumente, je to storila kot la sin ventura (nesrečna), stavek, ki se je izkazal za preroškega. Pozneje je bila Beatriz de la Cueva kriva za katastrofo, saj je veljala za božjo kazen za njene grehe. Poleg tega je njena usoda postala svarilna zgodba o dodelitvi položajev v vladi ženskam, zlasti kadar je bilo na voljo veliko kvalificiranih moških.
Leta 1895 sta Anne Cary Maudslay in njen mož, arheolog Alfred Percival Maudslay obiskala regijo Antigua Gvatemala kot del potovanja po gvatemalskih majevskih in kolonialnih arheoloških spomenikih ter se povzpela na Volcán de Agua; napisala je knjigo z naslovom Pogled v Gvatemalo, kjer pojasnjuje, da voda iz kraterja vulkana ni mogla uničiti starega Santiaga:
Vzrok te katastrofe naj bi bil pok jezera, ki je nastalo v kraterju ugaslega Volcána de Agua; vendar pregled kraterja pokaže, da je ta razlaga malo verjetna, saj je prelom v steni kraterja v nasprotni smeri in nobena voda, ki bi pritekla iz njega, ne bi mogla doseči mesta. Poleg tega ni dokazov, ki bi kazali, da je globlji del kraterja, ki je še nedotaknjen, zadrževal vodo od poročanega izbruha. Dejansko bi kopičenje vode med izjemno močnim deževjem skozi neko začasno oviro v enem od globoko obrabljenih žlebov, ki zajedajo čudovito pobočje te velike gore, in poznejši zemeljski zdrs verjetno pojasnila škodo, povzročeno brez pomoči enega ali drugega, izbruha vode iz kraterja ali nadnaravni pojavi, ki so jih stari kronisti primerno zabeležili.
Vulkan je bil nazadnje prekrit s snegom januarja 1967.
Volcán de Agua je bil leta 1956 razglašen za zavarovano območje in pokriva površino 12.600 hektarjev.
21. januarja 2012 je 12.000 Gvatemalcev oblikovalo človeško verigo vse do vrha Volcan de Agua v znak protesta proti nasilju v družini.

## Galerija
- Agua iz bližine osrednjega parka Antigua Gvatemala
- Agua, kot je videti s ceste iz Chimaltenanga v Antiguo
- Volcan de Agua ima strmo stožčasto obliko, značilno za stratovulkane; kot je razvidno iz Acatenangovega Pico Mayorja
- Agua iz mesta Guatemala

## V literaturi
Gvatemalski pisatelj José Milla y Vidaurre je napisal roman La hija del Adelantado, v katerem opisuje življenje v starodavni prestolnici Santiago v mesecih pred potopom, ki se je 11. septembra 1541 spustil s pobočja vulkana Agua.